# Rover 200 (XH / SD3)
La Rover 200 Type XH (ou SD3) a été produite de 1984 à 1989 et a été remplacée par la Rover 200 (XW / R8). Elle était basée sur la Honda Ballade.

## Historique
- Début 1984 : projet de la Série 200.
- 19 juin 1984 : lancement de la production.
- Printemps 1987 : petit restylage avec l'intégration de pièces de la Rover 800.
- Fin 1989 : arrêt définitif de la production.

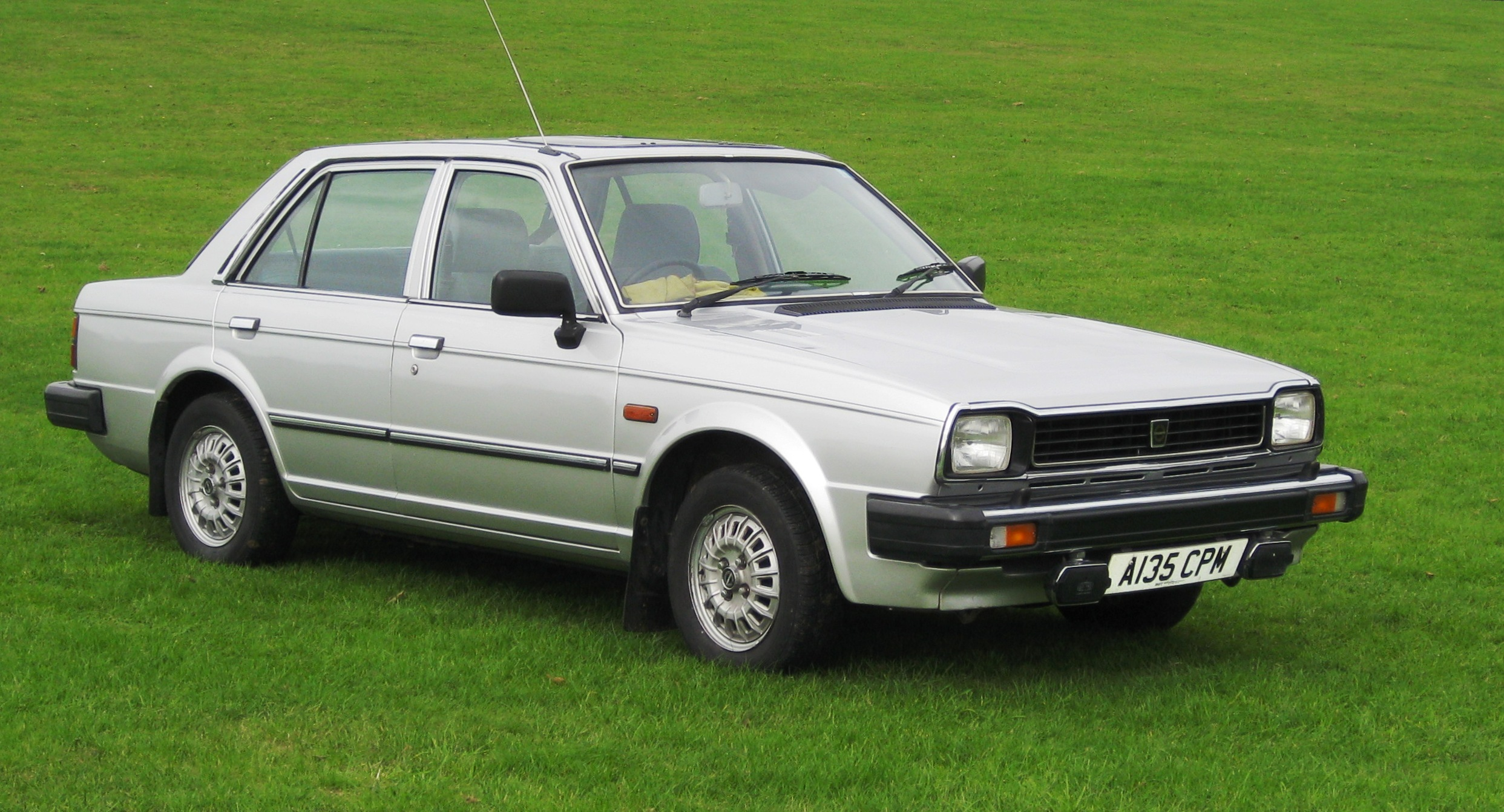
Triumph Acclaim ou Honda Ballade.

La Rover 200 de première génération remplace l'ancienne Triumph Acclaim datant de 1981 et est, après elle, le deuxième produit de l'alliance entre British Leyland et Honda, si l'on excepte la plus marginale Rover Quintet, vendue en Australie de 1983 à 1985. British Leyland s'étant affaibli au cours des dix années précédentes, le grand groupe britannique avait conclu cet accord de coopération avec Honda en 1978 dans l'espoir d'une meilleure compétitivité. Ce partenariat devait également permettre aux Britanniques de se renforcer sur les segments de marché inférieurs, comme celui des berlines compactes.
Jusqu'à l'arrivée de la 200, la gamme Rover ne comportait que la grande routière SD1, positionnée sur le marché des voitures luxueuses et puissantes. Début 1984, British Leyland avait confirmé que la remplaçante de la Triumph Acclaim serait vendue sous la marque Rover, signifiant, par la même occasion, la disparition de la marque Triumph.
La Honda Ballade, sœur jumelle de la future 200, fut la première Honda construite au Royaume-Uni : elle, ainsi que ses descendantes développées avec Rover, étaient fabriquées dans l'usine de Longbridge aux côtés des autres modèles du groupe British Leyland / Austin Rover (en). Les Ballade étaient ensuite envoyés à la nouvelle usine Honda de Swindon pour des contrôles de qualité.
La Rover 200 fut officiellement lancée le 19 juin 1984. Stricte berline à quatre portes, elle se voyait plus haut de gamme que les Austin Maestro et Montego également commercialisées par British Leyland. Sa taille la situait cependant entre les deux. La demande de berlines tricorps était encore forte à cette époque, les berlines à hayon, malgré leur praticité, se heurtant au conservatisme d'une partie des acheteurs. De nombreux constructeurs produisaient d'ailleurs des versions à coffre de leurs berlines à hayon : la Volkswagen Jetta (dérivée de la Golf), la Ford Orion (cousine de l'Escort), les Renault 9 et 11...
La Rover 200 a la particularité d'avoir vu ses ventes augmenter tout au long de sa carrière (certes courte), conséquence d'une réputation grandissante de fiabilité et de qualité – inhabituelle chez British Leyland – et de petites améliorations techniques et stylistiques apportées au fil des ans, à intervalles réguliers.
Le modèle est discrètement restylé en 1987 afin de l'aligner sur le style de la nouvelle 800.
La production de la 200 "SD3" cesse en 1989, après son remplacement par les nouvelles Rover 200 et 400 "R8".

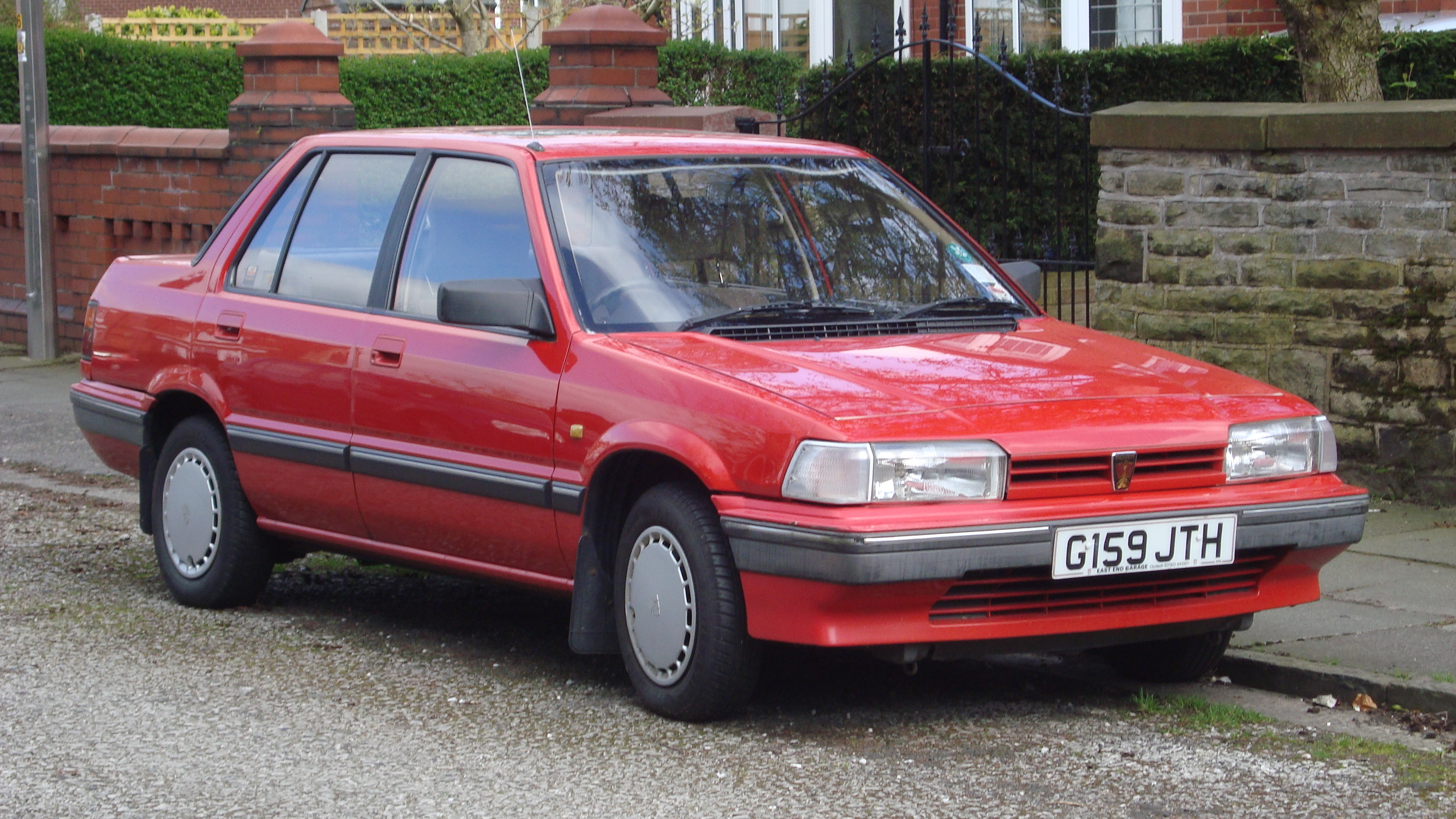
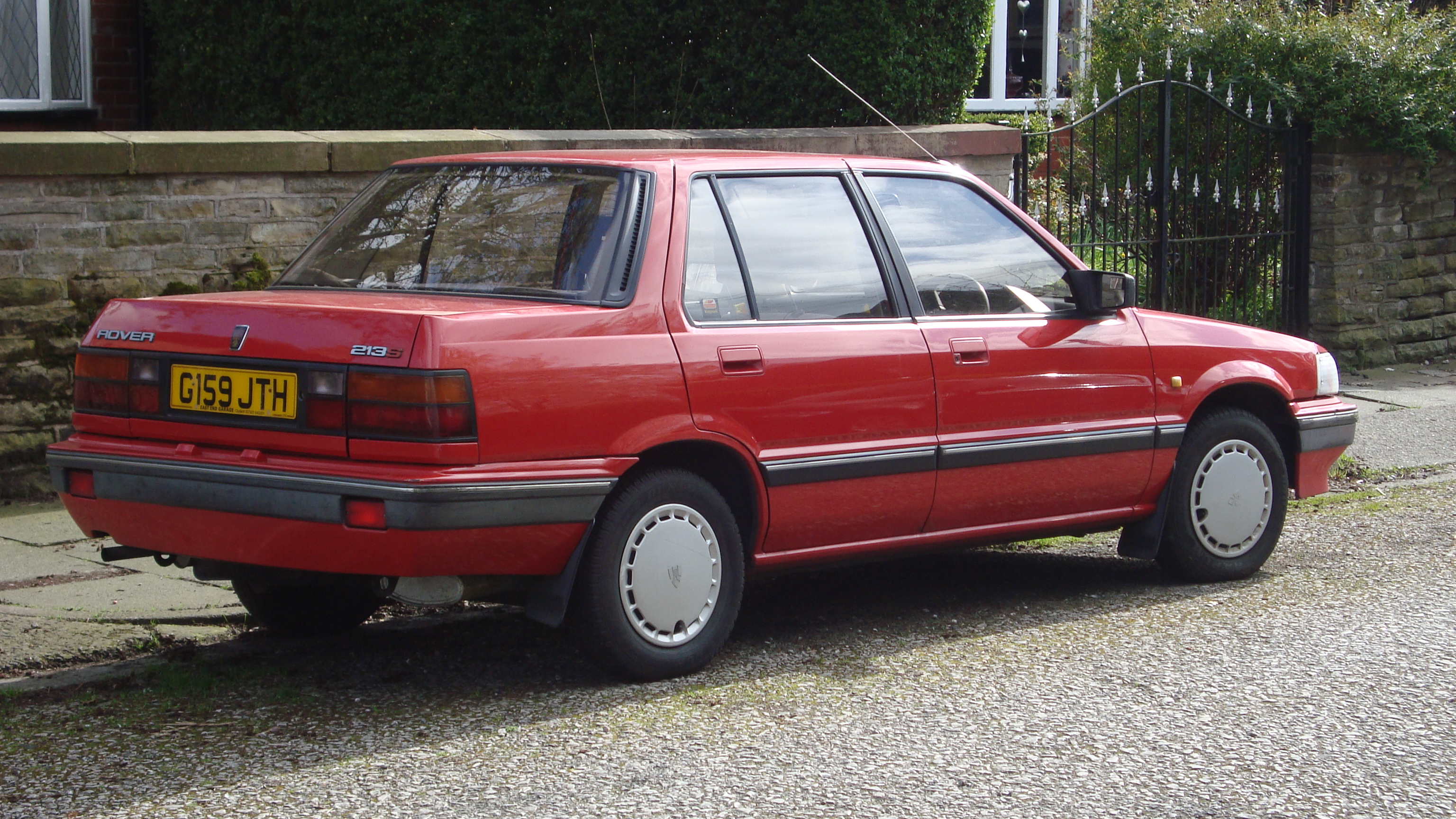

## Les différentes versions

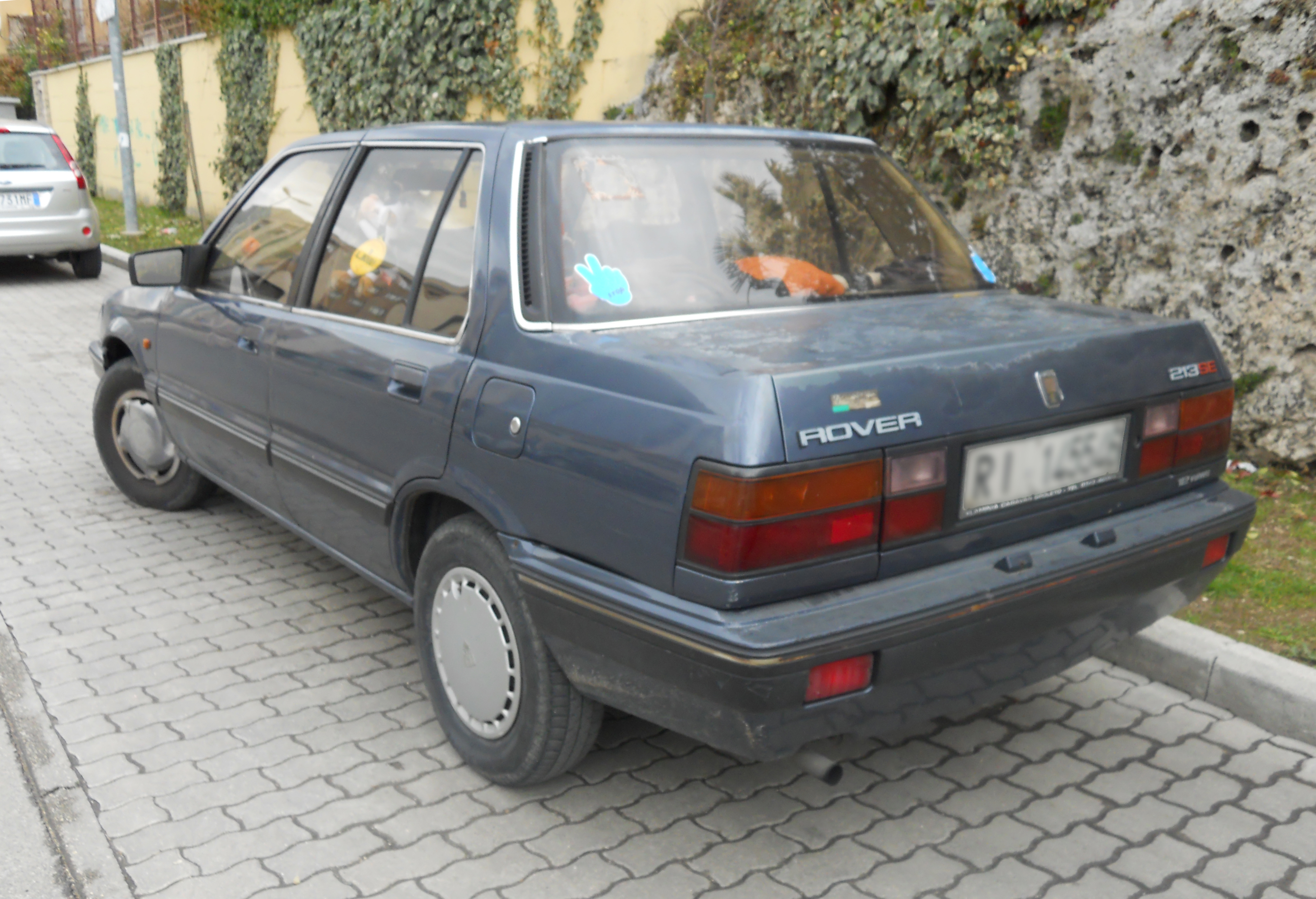
Vue arrière.

### Modèles de base et finitions
- 213 ; 213 S ; 213 SE (même moteur sur ces trois modèles, seules les finitions changent).
- 216 S ; 216 SE ; 216 SX (même moteur sur ces trois modèles, seules les finitions changent).
- Les modèles recevant un toit ouvrant optionnel recevaient la dénomination "Sunbury".

### Les versions spécifiques
- 216 Vitesse : version sportive.

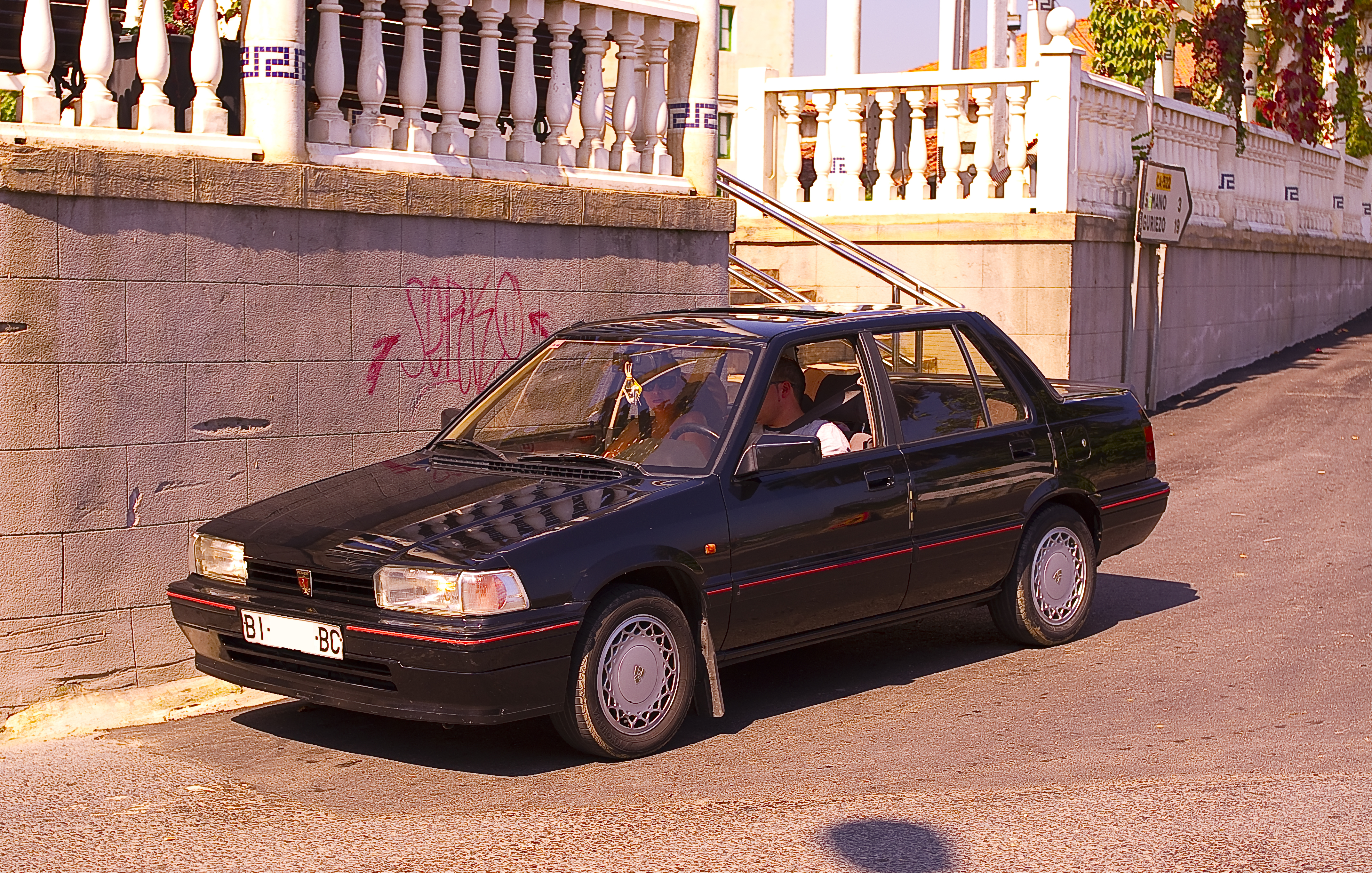
216 Vitesse.

- 216 Vanden Plas EFi : version luxueuse.

### Série spéciale
La 216 Sprint est l'unique série limitée de la 200 de première génération. Malgré son allure sportive, son moteur ne propose que des performances moyennes (85 chevaux), associées à une boîte à cinq rapports et à des suspensions sport. Elle fut commercialisée en décembre 1988.
- Équipements extérieurs supplémentaires :
  - Peinture disponible en trois versions : blanc, rouge ou noir + Filets latéraux blanc ou rouge (adhésif) + Logos "Sprint" sur ailes arrière et coffre + Poignées de portes, coquilles de rétroviseur, calandre et pare-chocs couleur carrosserie + Enjoliveurs intégraux blancs + Spoiler avant + Becquet de coffre noir + Vitres teintées bronze.

- Équipements intérieurs supplémentaires :
  - Sièges avant sport avec sellerie velours "Sculptured Velvet" avec passepoil bordeaux + Seuils de portes "Rover" en inox + Console centrale avec rangement pour cassettes et cendrier arrière + Vide-poches dans les portes avant + Accoudoir central arrière + Coffre moquetté + Rétroviseur intérieur jour/nuit + Compte-tours + Pré-équipement radio avec quatre haut-parleurs en option.

## Caractéristiques

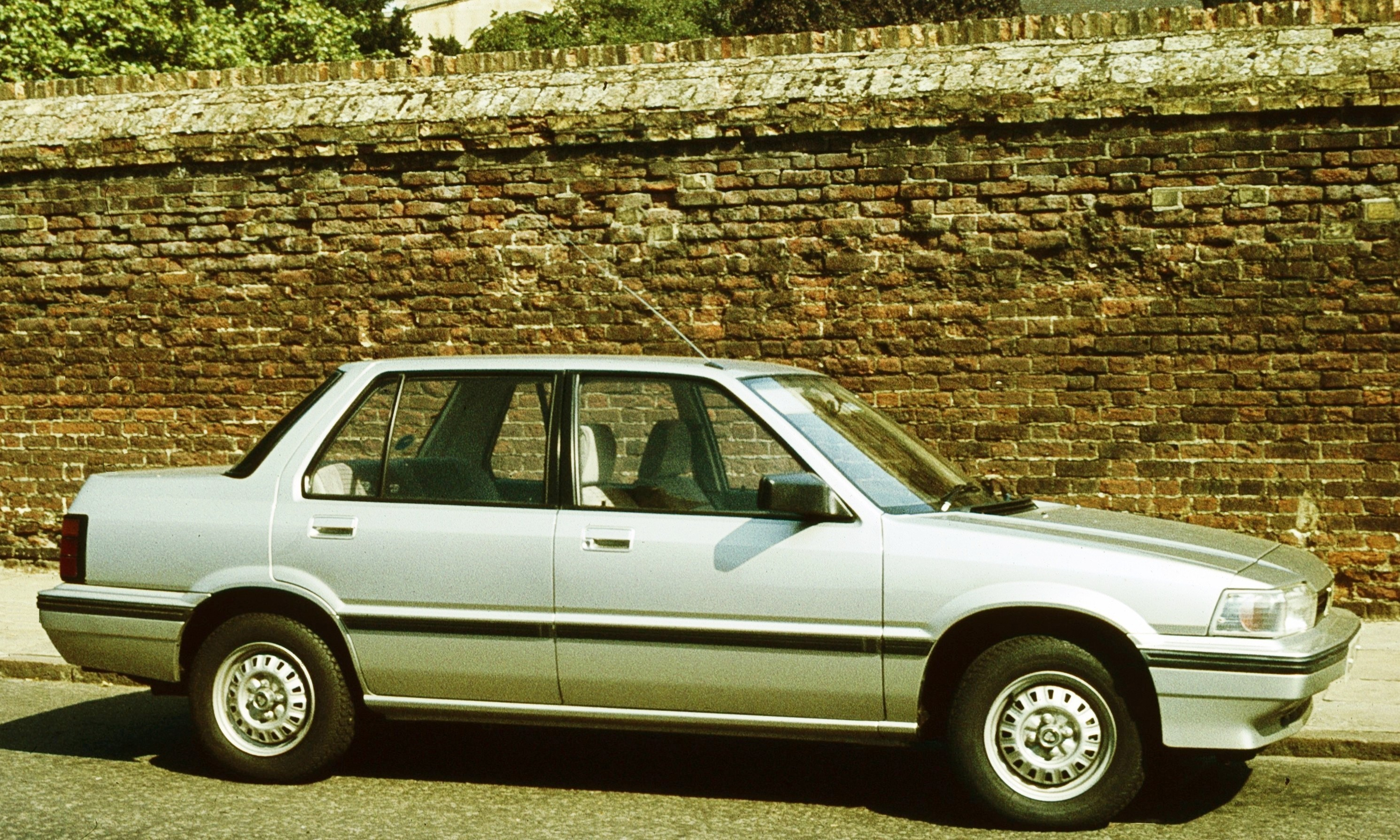
Profil latéral de la Rover 213.

La Rover 200 est globalement une Honda Ballade de construction britannique, et au design conjointement élaboré par les deux marques. L'influence japonaise a tout de même primé sur ce modèle.

### Chaîne cinématique

#### Moteurs
La 200 disposait de deux motorisations essence :
- le moteur Honda EV2, quatre cylindres en ligne 12 soupapes de 1,3 litre à carburateur double-corps développant 71 ch[1] - ce moteur provenait de la Honda Civic 3e génération ;
- le moteur British Leyland Série-S, quatre cylindres en ligne 8 soupapes de 1,6 litre à carburateur simple-corps Venturi développant 85 ch, ou bien à injection indirecte électronique Lucas pour 104 ch[1].

| Modèle                                                       | Construction | Moteur + Nom                    | Cylindrée         | Performance                                    | Couple                                  | 0 à 100 km/h               | Vitesse maxi                      | Consommation + CO2    |
| 213 ; 213 S ; 213 SE (boîte méca. 5 ou auto. 3)              | 1984 - 1989  | 4 cylindres en ligne Honda EV2  | 1 342 cm3 (1,3 l) | 52 kW (71 ch) à 6 000 tr/min                   | 108 N m à 3 500 tr/min                  | 12,1 s                     | 155 km/h                          | 6,7 l/100 km ... g/km |
| 216 S ; 216 SE ; 216 SX (boîte méca. 5)                      | 1985 - 1989  | 4 cylindres en ligne BL Série-S | 1 598 cm3 (1,6 l) | 63 kW (85 ch) à 5 600 tr/min                   | 131 N m à 3 500 tr/min                  | 10,1 s                     | 165 km/h                          | 6,9 l/100 km .        |
| 216 Vitesse ; 216 Vanden Plas EFi (boîte méca. 5 ou auto. 4) | 1985 - 1989  | 4 cylindres en ligne BL série S | 1 598 cm3 (1,6 l) | 76 kW (104 ch) à 6 000 tr/min (méca. et auto.) | 138 N m à 3 500 tr/min (méca. et auto.) | 11 s (méca.) 9,4 s (auto.) | 180 km/h (méca.) 174 km/h (auto.) | 6,7 / 7,1 l/100 km .  |

#### Boites de vitesses
Les 213 utilisaient soit une boîte manuelle à cinq rapports, soit une boîte automatique trois rapports extra long, toutes deux d'origine Honda.
Les 216 utilisaient également une boîte de vitesses manuelle à cinq rapports de la marque Honda, différente donc de celle des Austin Maestro et Montego qui étaient munis d'une boîte manuelle British Leyland à quatre rapports long, pourtant équipées du même moteur. Une boîte automatique allemande de la marque ZF à quatre rapports était également disponible en option.